# Donna Leon
Donna Leon (Montclair, Nueva Jersey, 28 de septiembre de 1942) es una escritora estadounidense.

## Biografía
Profesora y escritora, viajó en su juventud a Italia, donde estudió en las ciudades de Perusa y Siena. Tras trabajar de guía turística en Roma, se instaló en Londres, donde fue redactora de textos publicitarios. Tuvo posteriormente diferentes trabajos de profesora en escuelas de Europa y Asia.
Propensa a viajar y con muchas inquietudes, fue admiradora de Henry James, Jane Austen, Dickens, Shakespeare, es conocida por sus novelas protagonizadas por el comisario veneciano Guido Brunetti, personaje central de toda su obra y que Donna Leon creó a principios de los 90.
Sus libros, traducidos a veintitrés idiomas son un fenómeno de crítica y ventas en Europa y Estados Unidos. Desde 1981 reside en Venecia. 
A pesar del éxito que tiene su comisario Brunetti en toda Europa, en Venecia es casi una desconocida. No quiere que sus obras se traduzcan al italiano y prefiere que en su barrio veneciano la sigan tratando como a una vecina más.

## Brunetti, su personaje
El comisario Brunetti combate el crimen en su ciudad natal, Venecia, y sus alrededores. Cada caso es una oportunidad para que la autora revele el lado oscuro y oculto de la realidad. El hecho de que pueda atacar sólo hasta cierto punto la corrupción endémica del sistema, convierte al comisario Brunetti en un hombre profundamente cínico, lo que no impide que vuelva a intentarlo una y otra vez.
Brunetti encuentra consuelo en compañía de su esposa Paola, una condesa nacida en una de las más antiguas familias venecianas, y de sus dos hijos, Raffi y Chiara. Paola enseña literatura inglesa en la universidad y, a pesar de su pasado familiar, tiene un pensamiento de izquierda alimentado todavía por los acontecimientos sociales de 1968. El calor doméstico de su familia contrasta con la corrupción y la crueldad que Brunetti encuentra en el trabajo. El jefe de policía, vicequestore Patta, es un bufón inútil y egoísta que constantemente pone trabas a la tarea de Brunetti por intereses políticos. Por su parte, el sergente Vianello y la multifacética y muy bien conectada signorina Elettra, secretaria de Patta, ayudan a Brunetti a llegar con sus investigaciones un poco más allá de lo que le permiten sus superiores.

## Obras

### Serie Brunetti
1. Muerte en la Fenice (Death at La Fenice, 1992)
2. Muerte en un país extraño (Death in a Strange Country, 1993)
3. Vestido para la muerte (The Anonymous Venetian o Dressed for Death, 1994)
4. Muerte y juicio (A Venetian Reckoning o Death and Judgment, 1995)
5. Acqua alta (Acqua Alta o Death in High Water, 1996)
6. Mientras dormían (The Death of Faith o Quietly in Their Sleep, 1997)
7. Nobleza obliga (A Noble Radiance, 1997)
8. El peor remedio (Fatal Remedies, 1999)
9. Amigos en las altas esferas (Friends in High Places, 2000)
10. Un mar de problemas (A Sea of Troubles, 2001)
11. Malas artes (Willful Behaviour, 2002)
12. Justicia uniforme (Uniform Justice, 2003)
13. Pruebas falsas (Doctored Evidence, 2004)
14. Piedras ensangrentadas (Blood from a Stone, 2005)
15. Veneno de cristal (Through a Glass, Darkly, 2006)
16. Líbranos del bien (Suffer the Little Children, 2007)
17. La chica de sus sueños (The Girl of His Dreams, 2008)
18. La otra cara de la verdad (About Face, 2009)
19. Cuestión de fe (A Question of Belief, 2010)
20. Testamento mortal (Drawing Conclusions, 2011)
21. La palabra se hizo carne (Beastly Things, 2012)
22. El huevo de oro (The Golden Egg, 2013)
23. Muerte entre líneas (By Its Cover, 2014)
24. Sangre o amor (Falling in Love, 2015)
25. Las aguas de la eterna juventud (The Waters of Eternal Youth, 2016)
26. Restos mortales (Earthly Remains, 2017)
27. La tentación del perdón (The temptation of forgiveness, 2018)
28. En el nombre del hijo (Unto us a son is given, 2019)
29. Con el agua al cuello (Trace Elements, 2020)
30. Esclavos del deseo (Transient Desires, 2021)
31. Dad y se os dará (Give Unto Others, 2022)[3]
32. Cosecharás tempestades (So Shall You Reap, 2023)
33. El fuego purificador (A refiner's fire, 2024)

### Otras novelas
- Las joyas del paraíso (The Jewels of Paradise, 2012), sobre la vida del compositor del siglo XVII Agostino Steffani. Proyecto en común con la mezzosoprano Cecilia Bartoli, que grabó a su vez el disco "Mission".

### Otras obras
- Sin Brunetti (2006)
- Sobre Venecia (2006)
- El Sabor de Venecia (2011)
- Una historia propia (2023)